# Iž
Iž (em croata:  Iž, em italiano:  Eso) é uma ilha da Croácia e do Mar Adriático com cerca de 17,59 km² de área, e 557 habitantes (censo de 2001). Pertence ao arquipélago de Zadar e situa-se entre as ilhas Ugljan a nordeste e Dugi otok a sudoeste. Há um serviço de ferry a uma hora de Zadar. Tem uma área de 17,59 km2 e uma população de 557 pessoas.
É composta principalmente por calcário e dolomita. A ilha é habitada desde tempos pré-históricos.
As principais atividades económicas são a navegação, pesca, cultivo de oliveira e olaria. A ilha é muito popular entre os turistas estrangeiros devido às suas excelentes praias.